# Nina
Nina je žensko osebno ime.

## Slovenske različice
- ženske oblike imena:Antonina, Anina, Ninel, Nineta, Ninka, Ninočka, Ninoslava
- moška oblika imena: Nino

## Tujejezikovne različice
- Ninette, Ninya, Ninočka, Giovaninna, Ninon (Ž)

## Izvor in pomen imena
Ime izhaja iz španske besede niña (punčka). Dandanes pa se večinoma pojmuje kot ime ruskega izvora in je verjetno nastalo po krajšanju iz imen, ki se končujejo na -nina, npr. Antonina, Anina, Giovannina

## Pogostost imena
Po podatkih Statističnega urada Republike Slovenije je bilo na dan 31. decembra 2007 v Sloveniji število ženskih oseb z imenom Nina: 9.353. Med vsemi ženskimi imeni pa je ime Nina po pogostosti uporabe uvrščeno na 9. mesto.

## Osebni praznik
V koledarju je ime Nina razporejeno glede na možen izvor (Antonina, Anina, Giovannina) in se zato lahko pojavi večkrat: 10. maja (Antonin), 17. januarja ali 13. junija (Antonina), 26. julija (Anina), in 24. junija ali 27. decembra (Giovannina).

## Znane osebnosti, nosilci imena
- Nina Ditmajer
- Nina Hagen
- Nina van Horn
- Nina Osenar
- Nina Pušlar
- Nina Badrić
- Nina Šušnjara
- Nina Zidar Klemenčič